# Драган Орлов
Драган К. Орлов е български публицист от Македония.

## Биография
Драган Орлов е роден в село Косинец, Костурско. Занимава се с публицистика. Става отговорен редактор на вестник „Македонско дело“. След това е отговорен редактор на вестник „Илинденски лист“. По време на комунистическото съпротивителното движение през Втората световна война квартирата му на улица „Пиротска“ е явка за нелегални партизани.